# Neochmia
Neochmia és un gènere d'ocells de la família dels estríldids (Estrildidae).

## Taxonomia
Segons la Classificació del Congrés Ornitològic Internacional (versió 15.1, 2025) aquest gènere està format per 2 espècies:
- Diamant escarlata (Neochmia phaeton Hombron & Jacquinot, 1841)
- Diamant cella-roig (Neochmia temporalis Latham, 1801)